# Labinot-Fushë
Labinot-Fushë es una localidad albanesa del condado de Elbasan. Se encuentra situada en el centro del país y desde 2015 está constituida como una unidad administrativa del municipio de Elbasan. A finales de 2011, el territorio de la actual unidad administrativa tenía 7058 habitantes.
La unidad administrativa incluye los pueblos de Labinot-Fushë, Godolesh, Griqan i Sipërm, Griqan i Poshtëm, Xibrake y Mengel.
Se ubica sobre la carretera SH3 en la periferia nororiental de Elbasan, a orillas del río Shkumbin.